# Зе Еліаш
Жозе Еліаш Моедім Жуніор, відоміший як Зе Еліаш (порт. Zé Elias, нар. 25 вересня 1976, Сан-Паулу) — бразильський футболіст, опорний півзахисник.
Насамперед відомий виступами за клуби «Корінтіанс» та «Олімпіакос», а також національну збірну Бразилії.
Володар Кубка Бразилії. Триразовий чемпіон Греції. Володар Кубка УЄФА.

## Клубна кар'єра
У дорослому футболі дебютував 1993 року виступами за команду клубу «Корінтіанс», в якій провів три сезони, взявши участь у 60 матчах чемпіонату. За цей час виборов титул володаря Кубка Бразилії.
Згодом з 1996 по 2000 рік грав у складі команд клубів «Баєр 04», «Інтернаціонале» та «Болонья». Протягом цих років додав до переліку своїх трофеїв титул володаря Кубка УЄФА.
Своєю грою за останню команду привернув увагу представників тренерського штабу клубу «Олімпіакос», до складу якого приєднався 2000 року. Відіграв за клуб з Пірея наступні три сезони своєї ігрової кар'єри. За цей час додав до переліку своїх трофеїв три титули чемпіона Греції.
Протягом 2003—2008 років захищав кольори клубів «Дженоа», «Сантус», «Гуарані» (Кампінас), «Омонія» та «Лондрина».
Завершив професійну ігрову кар'єру у нижчоліговому австрійському клубі «Альтах», за команду якого виступав протягом 2008—2009 років.

## Виступи за збірну
1995 року дебютував в офіційних матчах у складі національної збірної Бразилії. Протягом кар'єри у національній команді, яка тривала 7 років, провів у формі головної команди країни лише 10 матчів.
У складі збірної був учасником розіграшу Золотого кубка КОНКАКАФ 1996 року у США, де разом з командою здобув «срібло».

## Титули і досягнення
- Володар Кубка Бразилії (1):

«Корінтіанс»: 1995
- Чемпіон Греції (3):

«Олімпіакос»: 2000-01, 2001-02, 2002-03
- Володар Кубка УЄФА (1):

«Інтернаціонале»: 1997-98
- Бронзовий олімпійський призер: 1996
- Срібний призер Золотого кубка КОНКАКАФ: 1996
- Чемпіон Південної Америки (U-20): 1995